# Fülhorn
Fülhorn är en bergstopp i Schweiz.   Den ligger i distriktet Brig och kantonen Valais, i den södra delen av landet, 80 km sydost om huvudstaden Bern. Toppen på Fülhorn är 2 738 meter över havet, eller 96 meter över den omgivande terrängen. Bredden vid basen är 0,37 km.
Terrängen runt Fülhorn är huvudsakligen mycket bergig. Närmaste större samhälle är Naters, 6,3 km väster om Fülhorn. 
Trakten runt Fülhorn består i huvudsak av gräsmarker. Runt Fülhorn är det glesbefolkat, med 10 invånare per kvadratkilometer.